# Stechbergklinge
Die Stechbergklinge ist eine knapp einen Kilometer lange Waldklinge am Jagsttalrand unter dem Dorf Nesselbach der Kleinstadt Langenburg im Landkreis Schwäbisch Hall im nordöstlichen Baden-Württemberg. Der sie durchlaufende, knapp anderthalb Kilometer lange Bach mündet zu Füßen von Nesselbach von links in die mittlere Jagst.

## Geographie

### Verlauf
Der Bach durch die Stechbergklinge entsteht auf etwa 455 m ü. NHN am Ausfluss des über halbhektargroßen Großen Sees, der nur etwa zweihundert Meter westlich des Dorfrandes von Nesselbach angestaut ist und keine offenen Zuflüsse hat. Dort beginnt unter dem Seedamm ein eher unscheinbarer, oft trockener Graben, der auf das kleine Dorf zuläuft und es dann anscheinend verdolt durchquert.
Einen offenen Lauf gibt es dann erst wieder nahe einiger Häuser von Nesselbach am Beginn der ganz bewaldeten Klinge, in welcher das schotterreiche und mit Blockschutt übersäte Bachbett aber ebenfalls nur episodisch Wasser führt. Die Klinge zieht längstenteils nordostwärts, der Bach auf ihrem Grund ändert häufig kleinräumig seine Richtung.
Von der linken Seite mündet eine kurze Seitenklinge mit einer langen Obertalmulde auf der Hochebene ein, in welcher zuoberst der etwa viertelhektargroße Kleine See liegt, auch er hat keine offenen Zuflüsse. Einen Bachlauf in der Mulde zur Seitenklinge herab gibt es nur auf einem Teilabschnitt, und auch in diesem fließt nur zeitweilig Wasser.
Die Stechbergklinge wendet sich etwa hundert Meter vor dem Flussufer im Bereich weniger landwirtschaftlicher Gebäude fast schon auf dem Talgrund nach rechts und der Bach mündet, im Falle er denn oberflächlich Wasser führt, über einen vergleichsweise großen, am Jagstufer abgelagerten Schuttfächer auf 296,7 m ü. NHN von links in die mittlere Jagst.
Insgesamt ist der Lauf etwa 1,4 km lang und hat ein mittleres Sohlgefälle von etwa 120 ‰, ehe er etwa 158 Höhenmeter unterhalb seines Grabenbeginns mündet. Der offene Abschnitt in der Klinge ist nur etwas über 0,9 km lang und noch um etwa ein Fünftel steiler als der Gesamtlauf.

### Einzugsgebiet
Der Bach durch die Stechbergklinge hat ein etwa 1,7 km² großes Einzugsgebiet, dass naturräumlich zu den Kocher-Jagst-Ebenen gehört. Der größere Anteil auf der Hochebene mit Äckern und wenigen Wiesen liegt im Unterraum Östliche Kocher-Jagst-Riedel der Östlichen Kocher-Jagst-Ebene, der deutlich kleinere, fast ganz bewaldete Teil unterhalb des Hangknicks zum Flusstal im Unterraum Mittleres Jagsttal des Jagsttals. Die größte Höhe erreicht es mit etwa 475 m ü. NHN an seiner Nordspitze auf einer Kuppe im Gewann Meisenfeld, doch reicht die gesamte Wasserscheide im Westen durchweg über 470 m ü. NHN.
Reihum grenzen die Einzugsgebiete der folgenden Nachbargewässer an:
- Im Nordosten fließen nur kurze unbeständige Hanggerinne ostwärts zur Jagst abwärts der Klingenbachzumündung;
- im Südosten fließt der Völkersbach nun oberhalb von dieser zur Jagst;
- das im Süden angrenzende Gebiet entwässert über den Grimmbach zum Kocher;
- den Abfluss im Südwesten führt der Orlacher Bach zum Kocher;
- im Nordwesten liegen die Quellgebiete der Oberläufe des Reichenbach, der ebenfalls ein Kocher-Zufluss ist.

Das gesamte Gebiet liegt in der Stadtteilgemarkung Bächlingen der Kleinstadt Langenburg. Der einzige Siedlungsplatz darin ist das auf der schon einsinkenden Hochebene bis an die Flusstalkante grenzende Dorf Nesselbach.

### Zuflüsse und Seen
Hierarchische Liste der Zuflüsse und  Seen, jeweils von der Quelle zur Mündung. Gewässerlänge, Seefläche, Einzugsgebiet und Höhe nach den entsprechenden Layern auf der Onlinekarte der LUBW. Andere Quellen für die Angaben sind vermerkt.
Ursprung des Bachs durch die Stechbergklinge knapp 0,2 km westlich des Ortsrandes von Langenburg-Nesselbach.
- Entfließt auf etwa 455 m ü. NHN dem wenige Meter höher liegenden Großen See, 0,6 ha.
Der Bach fließt die ersten etwa 0,4 km ostwärts, zuletzt durch Nesselbach, und tritt dann zwischen Häusern auf beiden Spornen in die sich steil eingeschnittene, insgesamt etwa nordostwärts laufende Stechbergklinge ein.
- (Abfluss des Kleinen Sees), von links und Westen auf etwa 385 m ü. NHN an einem in die Stechbergklinge hereinziehenden, höhenliniengleichen Waldweg, ca. 0,8 km[LUBW 7] und ca. 0,6 km².
  -  Entwässert den etwa 0,5 km nordwestlich des Nesselbacher Ortsrands auf der Hochebene in einer Nebenmulde der Stechbergklinge auf etwa 465 m ü. NHN liegenden Kleinen See, wenig über 0,2 ha.
In der Mulde unterhalb des Kleinen Sees zur Stechbergklinge hin gibt es nur auf einem Teilstück einen offenen Lauf mit zeitweise Durchfluss.

Mündung des Bachs durch die Stechbergklinge nach einer schnellen Rechtswende des Bachs am Klingenauslauf von links und zuletzt Nordwesten auf 296,7 m ü. NHN nahe einiger landwirtschaftlicher Gebäude am Rande der Klebwiesen zum Klingenwald in die mittlere Jagst. Der Bach ist etwa 1,4 km lang und hat ein etwa 1,7 km² großes Einzugsgebiet.

## Geologie
Auf der Hochebene bedeckt fast überall der Lettenkeuper (Erfurt-Formation) den Muschelkalk, der dann in der Klinge ansteht. Ihr größter Teil liegt im Oberen Muschelkalk, gegen Ende aber hat sich der Bach noch in den Mittleren und zuletzt sogar in den Unteren Muschelkalk eingegraben.
Ein Sektor eines Schichtinsel von Lösssediment aus pleistozäner Ablagerung ragt im Westen ins Einzugsgebiet. Die Muschelkalkhänge in der Klinge sind meist mit Blockschutt überlagert. Auf mittlerer Höhe am rechten Sporn liegt eine recht große abgerutschte Scholle. Der Bach hat an der Mündung einen Schuttfächer abgelagert, der weit in den Kocher hineinreicht; dieser kehrt sich dort von seinem linken Prallhang nach rechts zur anderen Talseite.

## Natur und Schutzgebiete
Beide Seen im Einzugsgebiet verlanden stark und ihre Ufer sind mehr oder weniger dicht von einem Rohrkolben-Röhricht umstanden. Sie werden nur durch direkte Niederschläge und aus zuführenden Dränagerohren gespeist.
Der Anteil des Einzugsgebietes unterhalb des Jagsttal-Hangknicks mit also der gesamten Stechbergklinge gehört zum Landschaftsschutzgebiet Mittleres Jagsttal mit Nebentälern und angrenzenden Gebieten.

### LUBW
Amtliche Online-Gewässerkarte mit passendem Ausschnitt und den hier benutzten Layern: Bachlauf durch die Stechbergklinge und deren Einzugsgebiet

Allgemeiner Einstieg ohne Voreinstellungen und Layer: Daten- und Kartendienst der Landesanstalt für Umwelt Baden-Württemberg (LUBW) (Hinweise)
1. 1 2 3 4  Höhe nach dem Höhenlinienbild auf dem Hintergrundlayer Topographische Karte.
2. 1 2  Höhe nach grauer Beschriftung auf dem Hintergrundlayer Topographische Karte.
3. 1 2  Länge nach dem Layer Gewässernetz (AWGN), ergänzt um ein kleines, auf der Gewässerkarte nicht berücksichtigtes Anfangsstück, das auf dem Hintergrundlayer Topographische Karte abgemessen wurde.
4. 1 2  Einzugsgebiet abgemessen auf dem Hintergrundlayer Topographische Karte.
5. 1 2  Länge nach dem Layer Gewässernetz (AWGN).
6. ↑  Seefläche nach dem Layer Stehende Gewässer.
7. ↑  Länge abgemessen auf dem Hintergrundlayer Topographische Karte.
8. ↑  Schutzgebiete nach den einschlägigen Layern, Natur teilweise nach dem Layer Geschützte Biotope.

### Andere Belege
1. ↑  Wolf-Dieter Sick: Geographische Landesaufnahme: Die naturräumlichen Einheiten auf Blatt 162 Rothenburg o. d. Tauber. Bundesanstalt für Landeskunde, Bad Godesberg 1962. → Online-Karte (PDF; 4,7 MB)
2. ↑  Geologie nach den Layern zu Geologische Karte 1:50.000 auf: Mapserver des Landesamtes für Geologie, Rohstoffe und Bergbau (LGRB) (Hinweise)